# Andrew Niccol
Andrew Niccol est un scénariste, producteur et réalisateur néo-zélandais, né le 10 juin 1964 à Paraparaumu.

## Biographie

### Années 2000
Ayant commencé sa carrière dans la publicité, c'est en vendant son scénario The Truman Show qu'il parvient à son tour à mettre en scène le scénario d'un long-métrage : Bienvenue à Gattaca est un film de science-fiction à l'esthétisme élégant et d'une maîtrise peu commune. Ce premier essai impressionne la critique, et est récompensé par plusieurs prix. Niccol écrit et réalise ensuite Simone, étonnante satire sortie en 2002, où le personnage d'Al Pacino, producteur de cinéma en difficulté, invente de toutes pièces une actrice numérique (que tout le monde croit réelle) dont la carrière lui échappe.
Son troisième film, Lord of War, sorti en 2005, lui permet de sortir de la science-fiction. Traitant de la vente d'armes, c'est en Europe que Niccol parvient à trouver les fonds pour ce film d'une virulence et d'un cynisme exemplaires.

### Années 2010
Il ne revient qu'en 2011 au cinéma, avec Time Out, porté par les jeunes stars Justin Timberlake et Amanda Seyfried. Ce quatrième film lui permet de revenir à la science-fiction, autour d'un concept original : le temps remplace toute forme de monnaie.
Il accepte dans la foulée d'écrire et de réaliser le premier opus d'une future franchise de science-fiction destinée aux adolescents. Sorti en 2013, Les Âmes vagabondes est un flop critique et commercial.
Il enchaîne aussitôt avec son cinquième film, le thriller psychologique Good Kill, qui lui permet de revenir à un sujet politique et controversé. Il y dirige en effet Ethan Hawke dans le rôle d'un ancien pilote de l'armée de l'air américaine, devenu opérateur de drones. Le film est sélectionné pour concourir pour le Lion d'or à la Mostra de Venise 2014, et parvient à convaincre la critique.
Pour son sixième film, Anon, sorti en 2018, il retrouve Amanda Seyfried et convoque Clive Owen pour évoluer dans un nouvel univers de science-fiction. Cette fois, dans une société où l'anonymat n'existe plus, un enquêteur de police fait la rencontre d'une jeune femme sans identité.

### Vie privée
Il est le compagnon du mannequin canadien Rachel Roberts, née en 1978, et interprète du rôle-titre de S1m0ne. Ils ont un fils, Jack, né en 2004 et une fille, Ava Lila Rae, née en 2008.

## Filmographie

### En tant que réalisateur
- 1997 : Bienvenue à Gattaca (Gattaca)
- 2002 : S1m0ne
- 2005 : Lord of War
- 2011 : Time Out (In Time)
- 2013 : Les Âmes vagabondes (The Host)
- 2014 : Good Kill
- 2018 : Anon

### En tant que scénariste
Andrew Niccol est scénariste de tous les films qu'il a réalisés.
- 1998 : The Truman Show, de Peter Weir
- 2004 : Le Terminal (The Terminal), de Steven Spielberg
- 2006 : Making a Killing: Inside the International Arms Trade, de Charles Tentindo (vidéo)
- 2019 : Gemini Man d'Ang Lee (non crédité)

### En tant que producteur
Andrew Niccol est producteur de tous les films qu'il a réalisés.
- 1998 : The Truman Show, de Peter Weir
- 2002 : S1m0ne
- 2004 : Le Terminal (The Terminal), de Steven Spielberg (producteur délégué)
- 2005 : Lord of War
- 2011 : Time Out (In Time)

## Distinctions

### Récompenses
- Festival international du film de Catalogne 1997 : meilleur film pour Bienvenue à Gattaca[3]
- Festival international du film fantastique de Gérardmer 1998 : Prix Spécial du Jury pour Bienvenue à Gattaca
- BAFTA Awards 1999 : meilleur scénario original pour The Truman Show
- Saturn Awards 1999 : meilleur scénario pour The Truman Show
- London Film Critics Circle Awards 1999 : scénariste de l'année pour The Truman Show et Bienvenue à Gattaca
- Online Film Critics Society Awards 1999 : meilleur scénario original pour The Truman Show

### Nominations
- Festival international de Paris du film fantastique et de science-fiction 1998 : Grand prix pour Bienvenue à Gattaca
- Oscars 1999 : meilleur scénario original pour The Truman Show
- Golden Globes 1999 : meilleur scénario pour The Truman Show
- Chicago Film Critics Association Awards 1999 : meilleur scénario pour The Truman Show
- Chlotrudis Awards 1999 : meilleur scénario pour The Truman Show
- Writers Guild of America Awards 1999 : meilleur scénario original pour The Truman Show